# Рауль Дюк
Рауль Дюк (англ. Raoul Duke) — частично вымышленный персонаж Хантера С. Томпсона, а иногда и псевдоним, который он использовал применительно к главному герою и антигерою во многих своих произведениях. Рауль Дюк наиболее известен как рассказчик своего автобиографического романа 1971 года «Страх и отвращение в Лас-Вегасе». Персонаж носит панаму и жёлтые тонированные очки-авиаторы.

## В произведениях Томпсона
Дюк — главный герой и рассказчик многих текстов, романов и статей Томпсона, часто принимающий участие в событиях жизни Томпсона вместо самого Томпсона. Он изображается как циничный, психически неуравновешенный гонзо-журналист, чья повседневная жизнь представляет собой почти постоянное состояние опьянения любыми доступными наркотиками — от каннабиса до амилнитрита и адренохрома — в попытке сохранить дух 1960-х, времени, о котором он романтически отзывается в «Страхе и отвращении в Лас-Вегасе», и которое всё ещё живёт внутри Дюка, даже когда остальная часть США забывает это время и то, что оно из себя представляло. Обычно Рауль Дюк употребляет эти вещества в компании своего адвоката, доктора Гонзо, «полусумасшедшего самоанца весом 300 фунтов», чьё безумие, вызванное наркотиками, нередко удивляет даже Дюка. Образ доктора Гонзо основан на друге Томпсона Оскаре Зета Акосте.
Рауль Дюк впервые упоминается Томпсоном в его книге «Ангелы ада» 1966 года, где он описывается как преступник, который не нарушает закон оскорбительным образом для общества, а таким образом, который фактически делает его более приемлемым.
Дюка часто называют чем-то вроде суррогата автора. Его имя, по словам Томпсона в интервью, было навеяно прозвищем Рауля Кастро и прозвищем Джона Уэйна Duke (с англ. — «герцог»); однако Дэвид С. Уиллс в книге «Высокие белые заметки: взлёт и падение гонзо-журналистики» утверждает, что он позаимствовал это имя из газетной статьи во время своего исследования «Ангелов ада».
Томпсон также использовал Дюка для того, чтобы рассказать о себе — после аварии при нырянии Томпсону пришлось провести некоторое время в декомпрессионной камере, и он написал письмо, подписанное «Рауль Дюк», в котором под псевдоним описал своё безумное состояние в камере — подносил нацарапанные записки к единственному стеклянному окну и заказывал телевизор, чтобы смотреть репортаж об Уотергейтских слушаниях. Письмо появилось в журнале Rolling Stone в августе 1973 года.
В «Большой охоте на акул» (большая подборка статей, написанных Томпсоном) имя Рауля Дьюка фигурирует в нескольких эссе, опубликованных в газетах и журналах, в том числе в статье «Шеф полиции», опубликованной Scanlan's Monthly (июнь 1970 года), в котором Дюк, по-видимому, является бывшим начальником полиции, возмущённым недостаточным количеством реального «оружия», используемого полицией и рекламируемого в предположительно выдуманном журнале Police Chief. Статья была подписана «Раулем Дюком (мастером оружия)».
В книге «Страх и отвращение предвыборной гонки '72» Томпсон описывает Рауля Дюка как друга, спортивного писателя, одного из немногих журналистов, которые действительно могут писать объективно, а не просто говорить о концепции объективности. В том же разделе Томпсон называет журналистскую объективность «напыщенным противоречием в терминах» и предупреждает читателя не искать её под его подписью.
Томпсон цитируется в документальном фильме 1978 года «Страх и ненависть в Гонзовидении»: «Я никогда не уверен, кем люди хотят, чтобы я был [Томпсоном или Дюком], и иногда они конфликтуют… Я живу нормальной жизнью, но рядом со мной этот миф разрастается и становится все более и более искаженным. Когда меня приглашают в университеты для выступления, я не уверен, кого они приглашают, Дюка или Томпсона... идентичность, убить одну жизнь и начать другую».

## В экранизациях
Рауль Дюк был трижды экранизирован:
- Фильм 1980 года «Там, где бродит бизон», в котором его роль исполнил Билл Мюррей.
- Экранизация 1998 года «Страх и ненависть в Лас-Вегасе», в которой его роль исполнил Джонни Депп. Автор и создатель персонажей Хантер С. Томпсон изображает пожилого Герцога в эпизодической роли в сцене воспоминаний о «Матрице», где Дюк видит самого себя.
- Фильм 2011 года «Ранго», в котором Рауль играет эпизодическую роль, вновь озвученный Джонни Деппом.